# Zandobbio
Zandobbio est une commune italienne de la province de Bergame, dans la région Lombardie.

## Administration
| Période                                  | Période  | Identité             | Étiquette | Qualité      |
| ---------------------------------------- | -------- | -------------------- | --------- | ------------ |
| 8 juin 2009                              | En cours | Mariangela Antonioli |           | lista civica |
| Les données manquantes sont à compléter. |          |                      |           |              |

### Communes limitrophes
Credaro, Entratico, Foresto Sparso, Trescore Balneario, Villongo